# 우리기

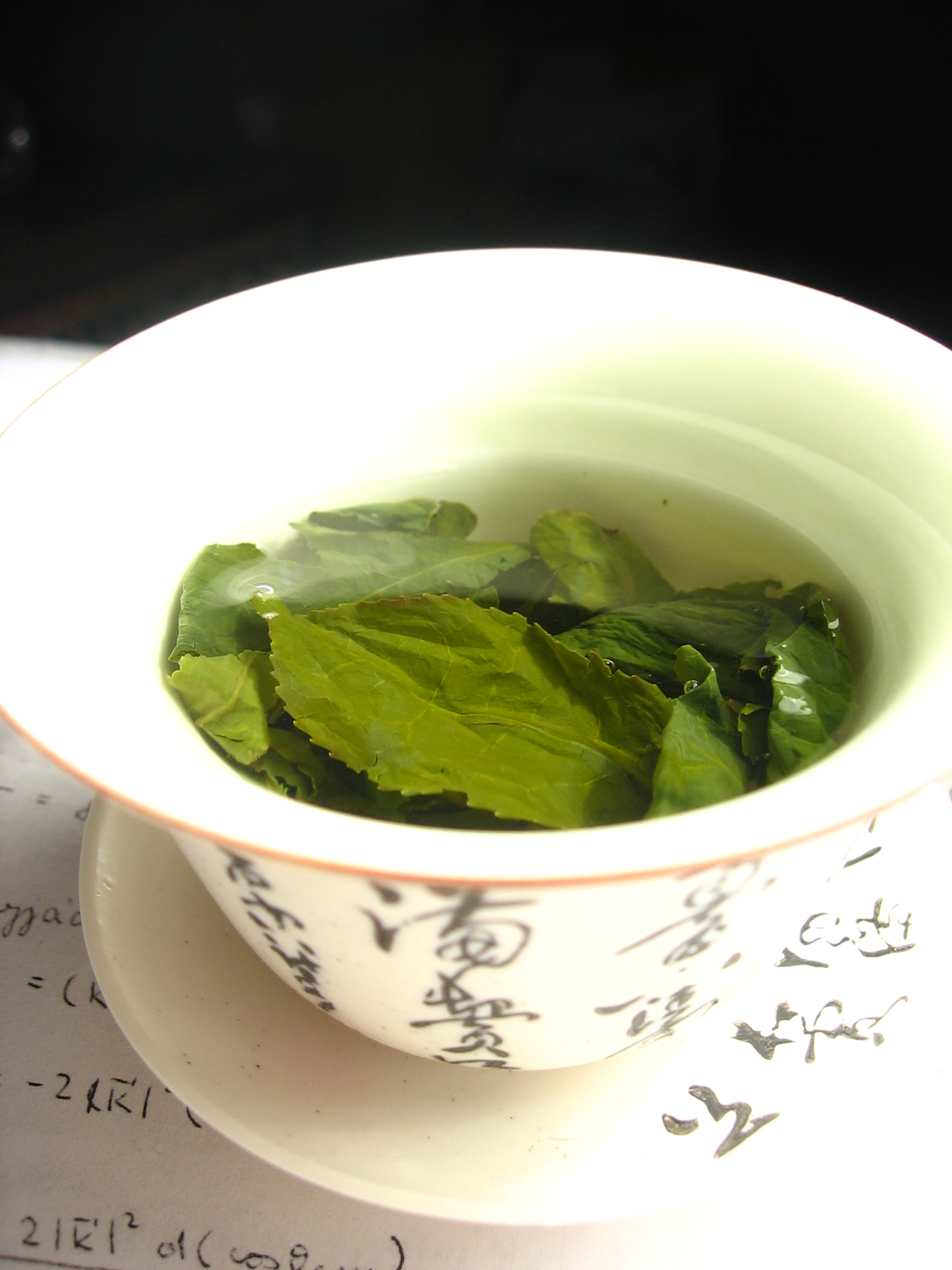
우리기

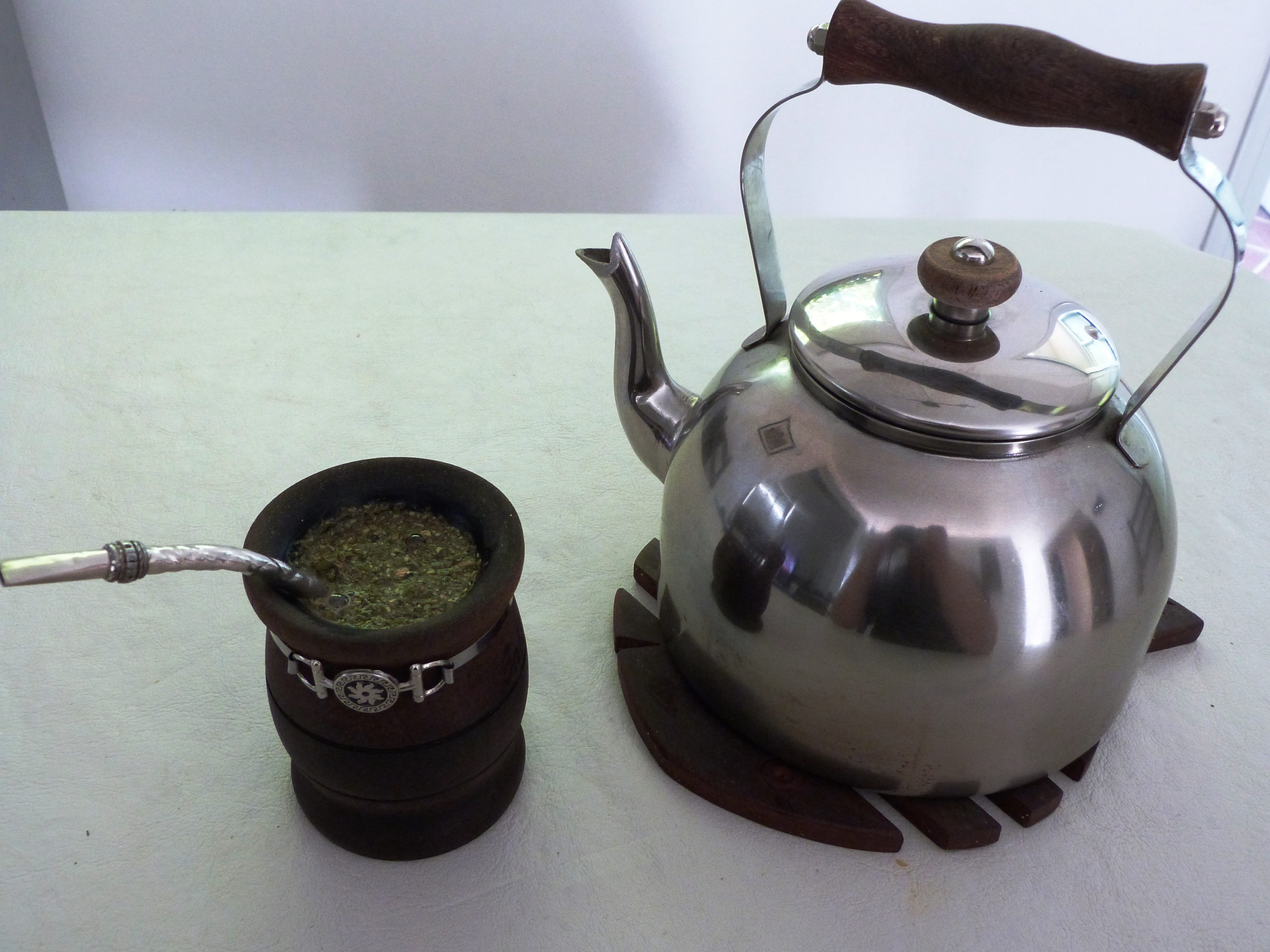
마테

우리기(infusion)는 어떤 식재료 안에 포함된 화학성분을 물, 기름, 알코올 따위에 녹여내는 과정이다. 비슷한 것으로 달이기와 내리기가 있다.

## 역사
방향유의 최초 사용 기록은 10~11세기 페르시아의 박식한 학자인 이븐 시나의 의학 정경(The Canon of Medicine)에 기록되어 있을 것으로 추정된다.
차는 이보다 훨씬 오래되었으며, 가장 먼저 기록된 참고 자료는 기원전 10세기로 거슬러 올라간다.

## 준비 기술
우리기는 휘발성이 있고 활성 성분을 물, 기름 또는 알코올에서 쉽게 방출하는 식물(일반적으로 건조된 허브, 꽃 또는 열매)을 사용하는 화학적 공정이다. 이 과정에서는 일반적으로 액체를 끓여서(또는 다른 적절한 온도로 가져옴) 허브 위에 붓는다. 허브를 적절한 시간 동안 액체에 담근 후, 주입물을 남기고 제거한다. 주입액을 즉시 섭취하지 않는 한, 나중에 사용할 수 있도록 병에 담아 냉장 보관한다.
허브가 액체에 남아 있는 시간은 주입 종류에 따라 다르다. 주입 시간은 몇 초(일부 중국 차의 경우)부터 몇 시간, 며칠 또는 몇 달(슬로 진과 같은 리큐어의 경우)까지 다양하다.
금속 스티퍼(클램프처럼 보임), 차 주입기(스트레이너 역할), 프렌치 프레스(일반적으로 물을 주입하는 데 사용됨)를 포함하여 액체를 주입하는 데 사용된 침지되거나 남은 식물을 제거하기 위한 여러 액세서리와 기술이 있다. 다양한 차와 커피와 함께) 가장 일반적으로 사용되는 기술은 여과지로 만들고 다양한 차 맛을 담은 티백이다.

## 같이 보기
- 마테
- 아로마테라피
- 한약
- 달이기
- 본초학
- 팅크